# کنستانس فنیمور وولسن
کنستانس فنیمور وولسن (به انگلیسی: Constance Fenimore Woolson) بانوی آمریکایی شاید از نخستین نویسندگان واقعگرا به مفهوم جدید باشد. از وی دو مجموعه داستان‌های کوتاه بنام های «ناکجا قلعه» و «رودمن نگهبان» به یادگار مانده که به سبب دقت در مشاهده و رقت احساس اهمیت یافته اند